# Hadejia (Nigeria)
Hadejia (auch Hadeja, ehemalig Biram) ist eine Hausa-Stadt im Osten des nigerianischen Bundesstaates Jigawa. Im Jahre 2006 zahlte sie ungefähr 105.628 Einwohner.
Die Stadt liegt nördlich des Hadejia River, stromaufwärts der Hadejia-Nguru-Feuchtgebiete, einem wichtigen und empfindlichen Naturgebiet.

## Geschichte
Die Stadt, die ehemals unter dem Namen Biram bekannt war, wurde als eine der „sieben echten Hausastaaten“ bezeichnet, weil sie von der Nachkommenschaft der mythischen Figur Bayajidda und deren zweiter Ehefrau Daurama regiert wurde. Die Hausa-Herrscher wurden während des Fulani-Krieges im Jahre 1810 von dem Hausa Bakwai besiegt. Zwei Jahre früher, im Jahre 1808, war Hadejia ein Emirat geworden. 1906 widerstand Hadejia der britischen Besetzung unter dem damaligen Emir Muhammadu Mai-Shahada. 1991 wurde Hadejia in den Bundesstaat Jigawa eingegliedert.

## Religionen und Sprachen
Obwohl die Mehrheit der Bevölkerung der Stadt muslimisch ist, folgen einige Einwohner indigenen Glaubenssystemen.
Im Hadejia LGA sprechen einige Einwohner die Sprache Ɗuwai.